# Bahnstrecke Strullendorf–Ebrach
| |                                                  |                          |                          |
| Streckennummer (DB): | 5110                                             |                          |                          |
| Kursbuchstrecke (DB): | 819                                              |                          |                          |
| Kursbuchstrecke: | 414p (1946) 414n (Strullendorf – Frensdorf 1946) |                          |                          |
| Streckenlänge: | 36,51 km                                         |                          |                          |
| Spurweite: | 1435 mm (Normalspur)                             |                          |                          |
| Streckengeschwindigkeit: | 40 km/h                                          |                          |                          |
| |                                                  |                          |                          |
| \| \| \| von Bamberg \| \| \| \| 0,000 \| Strullendorf \| 249 m \| \| \| \| nach Nürnberg Hbf \| \| \| \| \| Main-Donau-Kanal \| \| \| \| \| Regnitz \| \| \| \| 3,300 \| Pettstadt \| Pettstadt \| \| \| 6,180 \| Reundorf \| Reundorf \| \| \| 7,807 \| Frensdorf \| 268 m \| \| \| \| nach Schlüsselfeld \| \| \| \| 10,100 \| Vorra (Ebrach) \| Vorra (Ebrach) \| \| \| 12,600 \| Stappenbach \| Stappenbach \| \| \| 14,150 \| Unterneuses \| Unterneuses \| \| \| 17,520 \| Burgebrach \| Burgebrach \| \| \| 20,100 \| Vollmannsdorf \| Vollmannsdorf \| \| \| 22,290 \| Mönchsambach \| Mönchsambach \| \| \| 24,710 \| Mönchherrnsdorf \| Mönchherrnsdorf \| \| \| 26,800 \| Kappel (b Ebrach) \| Kappel (b Ebrach) \| \| \| 28,420 \| Burgwindheim \| Burgwindheim \| \| \| 30,200 \| Untersteinach (b Ebrach) \| Untersteinach (b Ebrach) \| \| \| 33,800 \| Eberau (b Ebrach) \| Eberau (b Ebrach) \| \| \| 36,510 \| Ebrach \| Ebrach \| \| \| \| \| \| \| Quellen: [1][2][3] \| \| \| \| |                                                  |                          |                          |
| Strecke |                                                  | von Bamberg              | von Bamberg              |
| Bahnhof | 0,000                                            | Strullendorf             | 249 m                    |
| Abzweig geradeaus und nach links |                                                  | nach Nürnberg Hbf        | nach Nürnberg Hbf        |
| Brücke über Wasserlauf |                                                  | Main-Donau-Kanal         | Main-Donau-Kanal         |
| Brücke über Wasserlauf |                                                  | Regnitz                  | Regnitz                  |
| ehemaliger Bahnhof | 3,300                                            | Pettstadt                | Pettstadt                |
| ehemaliger Haltepunkt / Haltestelle | 6,180                                            | Reundorf                 | Reundorf                 |
| Dienststation / Betriebs- oder Güterbahnhof | 7,807                                            | Frensdorf                | 268 m                    |
| Abzweig ehemals geradeaus und nach links |                                                  | nach Schlüsselfeld       | nach Schlüsselfeld       |
| Haltepunkt / Haltestelle (Strecke außer Betrieb) | 10,100                                           | Vorra (Ebrach)           | Vorra (Ebrach)           |
| Haltepunkt / Haltestelle (Strecke außer Betrieb) | 12,600                                           | Stappenbach              | Stappenbach              |
| Bahnhof (Strecke außer Betrieb) | 14,150                                           | Unterneuses              | Unterneuses              |
| Bahnhof (Strecke außer Betrieb) | 17,520                                           | Burgebrach               | Burgebrach               |
| Haltepunkt / Haltestelle (Strecke außer Betrieb) | 20,100                                           | Vollmannsdorf            | Vollmannsdorf            |
| Bahnhof (Strecke außer Betrieb) | 22,290                                           | Mönchsambach             | Mönchsambach             |
| Bahnhof (Strecke außer Betrieb) | 24,710                                           | Mönchherrnsdorf          | Mönchherrnsdorf          |
| Haltepunkt / Haltestelle (Strecke außer Betrieb) | 26,800                                           | Kappel (b Ebrach)        | Kappel (b Ebrach)        |
| Bahnhof (Strecke außer Betrieb) | 28,420                                           | Burgwindheim             | Burgwindheim             |
| Haltepunkt / Haltestelle (Strecke außer Betrieb) | 30,200                                           | Untersteinach (b Ebrach) | Untersteinach (b Ebrach) |
| Haltepunkt / Haltestelle (Strecke außer Betrieb) | 33,800                                           | Eberau (b Ebrach)        | Eberau (b Ebrach)        |
| Kopfbahnhof Streckenende (Strecke außer Betrieb) | 36,510                                           | Ebrach                   | Ebrach                   |
| |                                                  |                          |                          |
| Quellen: |                                                  |                          |                          |

Die Bahnstrecke Strullendorf–Ebrach ist eine nur noch teilweise in Betrieb befindliche Nebenbahn in Bayern. Sie zweigt in Strullendorf von der Bahnstrecke Nürnberg–Bamberg ab und führte über Frensdorf und Burgebrach nach Ebrach. Als Verbindung zur sogenannten Oberen Steigerwaldbahn nach Schlüsselfeld ist der Abschnitt Strullendorf–Frensdorf weiterhin in Betrieb, die weiterführende Strecke nach Ebrach ist seit 2003 stillgelegt und abgebaut.

## Geschichte

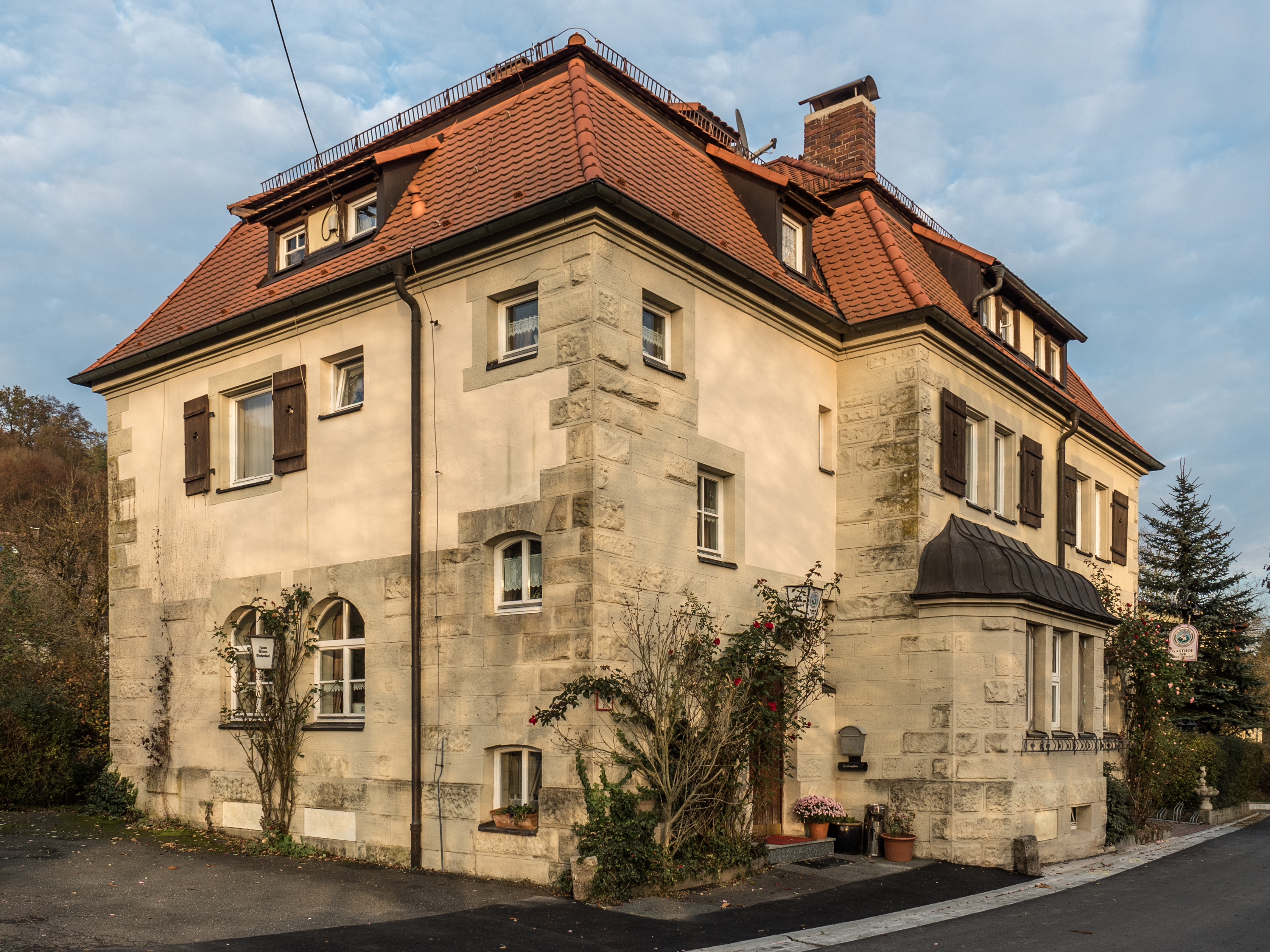
Bahnhof Ebrach (2016)

Etwa im Jahre 1865 zog die Porzellanfabrik Birkner (vormals Gottbrecht, Wagner, gegründet 1790) aus dem Ort Reichmannsdorf, in einem Nebental der Reichen Ebrach gelegen, nach Tettau/Alexanderhütte, weil der Produktionsstandort in Reichmannsdorf ungenügend an die Verkehrswege angebunden war. Bis zum Jahre 1886 hatte sich unter dem Vorsitz des Apothekers Barthel aus Burghaslach ein Eisenbahnkomitee gegründet, das sich für die Errichtung einer Lokalbahn zur Erschließung des Reichen Ebrachgrundes aussprach. Nach vielen Diskussionen über Streckenführungen einer geplanten „Steigerwaldbahn“ (u. a. Erlangen – Höchstadt/Aisch–Geiselwind aber auch Frensdorf – Höchstadt/Aisch) wurde schließlich die Kostenermittlung für eine „Localbahn von Hirschaid nach Geiselwind“ durchgeführt. Es gab Planungen, die Strecke von Ebrach über Gerolzhofen (Bahnstrecke Kitzingen – Schweinfurt) bis nach Volkach (Mainschleifenbahn) zu verlängern.
Am 26. September 1887 schrieb der Vorsitzende des Bahncomites, Barthel, dass „55.000 Mark für Grunderwerbskosten für die Reiche Ebrachtalbahn im District Höchstadt/A. aufgebracht sind“. Bis 1889 war es so weit, dass eine Eisenbahnlinie durch das Tal der Rauhen Ebrach von Bamberg über Frensdorf nach Ebrach und eine Flügelbahn Frensdorf – Schlüsselfeld in greifbare Nähe gerückt waren. Am 21. Februar 1896 wurde der Bau der Strecke Strullendorf – Schlüsselfeld vom Bayerischen Landtag einstimmig genehmigt. Der Abschnitt Frensdorf–Ebrach folgte später.
Am 9. Dezember 1899 wurde die erste Probefahrt von Strullendorf nach Steppach durchgeführt und am 16. Dezember des gleichen Jahres der Verkehr aufgenommen. Am 22. September 1900 fand auf dem Abschnitt Steppach–Schlüsselfeld eine Probefahrt statt. Eine Woche später, am 29. September 1900, begann der Personenverkehr.
Die Strecke nach Ebrach wurde am 1. Mai 1904 von Frensdorf bis Burgebrach und am 21. Dezember des gleichen Jahres bis Ebrach eröffnet.

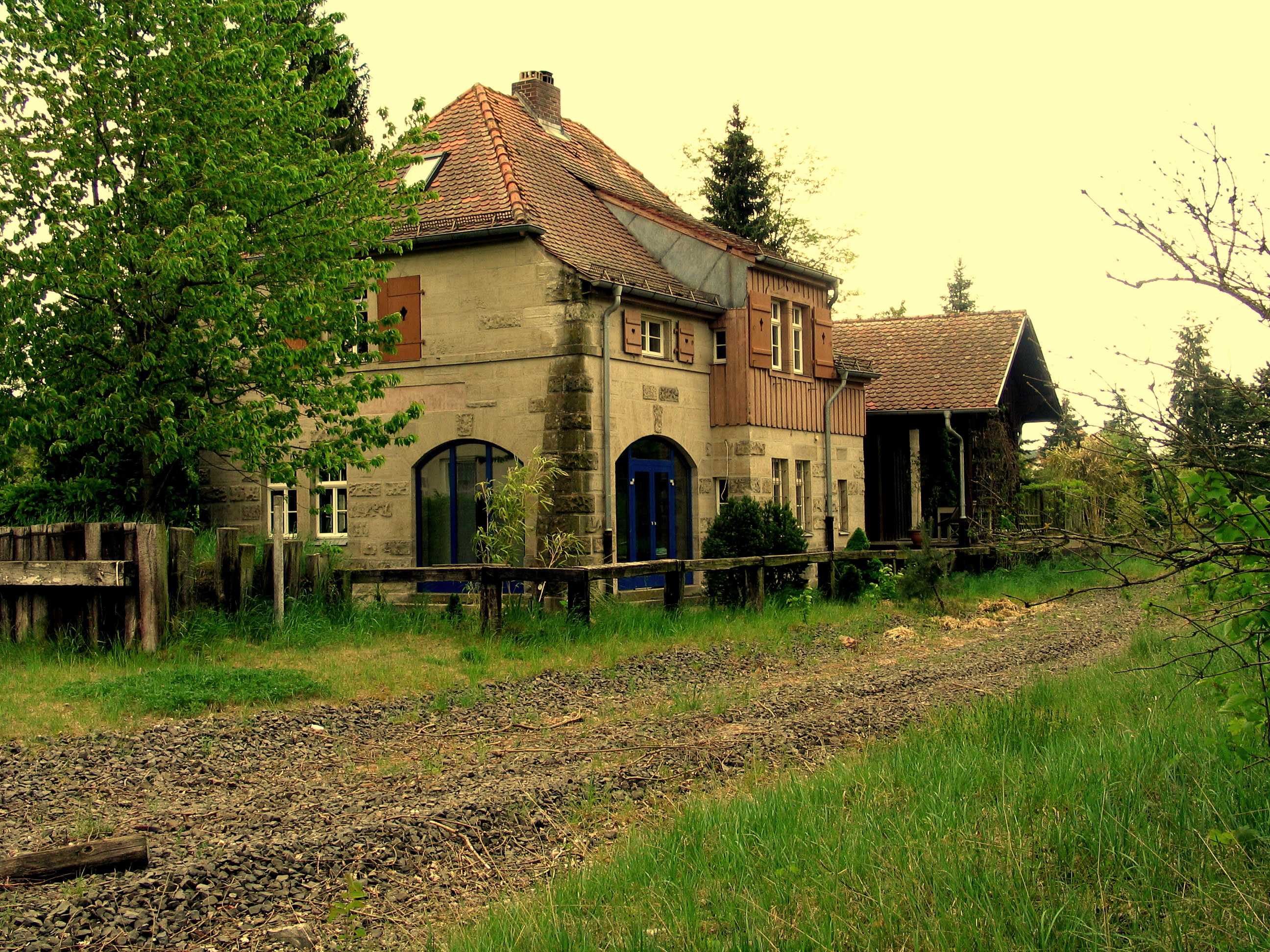
Bahnhof Burgwindheim (2007)

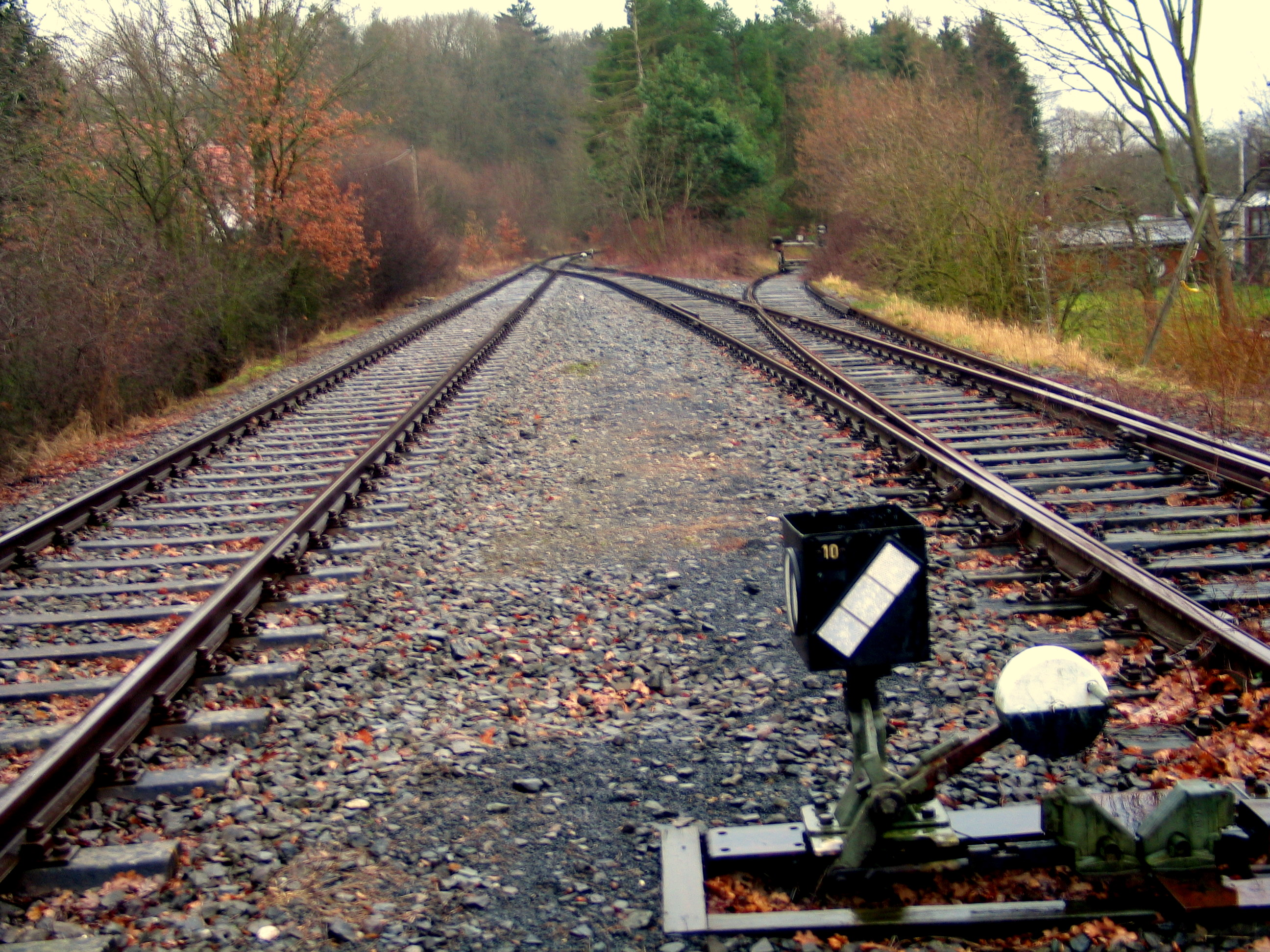
Im Bahnhof Frensdorf zweigt die Strecke nach Schlüsselfeld ab. Die Strecke nach Ebrach (rechts) ist abgebaut und mit einem Gleisabschluss gesichert. (2007)

Im Sommerfahrplan 1939 verkehrten vier Personenzugpaare zwischen Bamberg und Ebrach, die bis Frensdorf mit den Zügen der Relation Bamberg–Strullendorf vereinigt liefen. Die kürzeste Reisezeit zwischen Strullendorf und Ebrach betrug dabei 48 Minuten.
Am 13. April 1945 wurde die Regnitzbrücke bei Pettstadt durch die Wehrmacht gesprengt. 1946 wurde zunächst eine provisorische Holzkonstruktion erstellt, um die Strecke wieder befahrbar zu machen. 1951 wurden dann neue Überbauten aus Stahl eingebaut.
Der Personenverkehr nach Ebrach wurde am 28. Mai 1961 eingestellt, der Güterverkehr hielt sich bis zum 31. Dezember 1999. Eine Übernahme des Streckenabschnittes von Frensdorf nach Ebrach durch ein anderes Eisenbahninfrastrukturunternehmen scheiterte, weshalb die Strecke am 23. Juni 2003 stillgelegt und 2006 abgebaut wurde. Auf einem Großteil der Trasse wurde nachher ein Radweg eingerichtet.
Der Reiseverkehr in der Relation von Bamberg nach Schlüsselfeld wurde am 21. Mai 1977 eingestellt. Güterverkehr auf dem Abschnitt von Strullendorf nach Frensdorf und weiter nach Schlüsselfeld findet dagegen nach wie vor statt.
Am 28. November 2007 übernahm die Bayerische Regionaleisenbahn (BRE), ein Tochterunternehmen der Deutschen Regionaleisenbahn (DRE), den verbliebenen Streckenabschnitt bis Frensdorf.

## Streckenbeschreibung

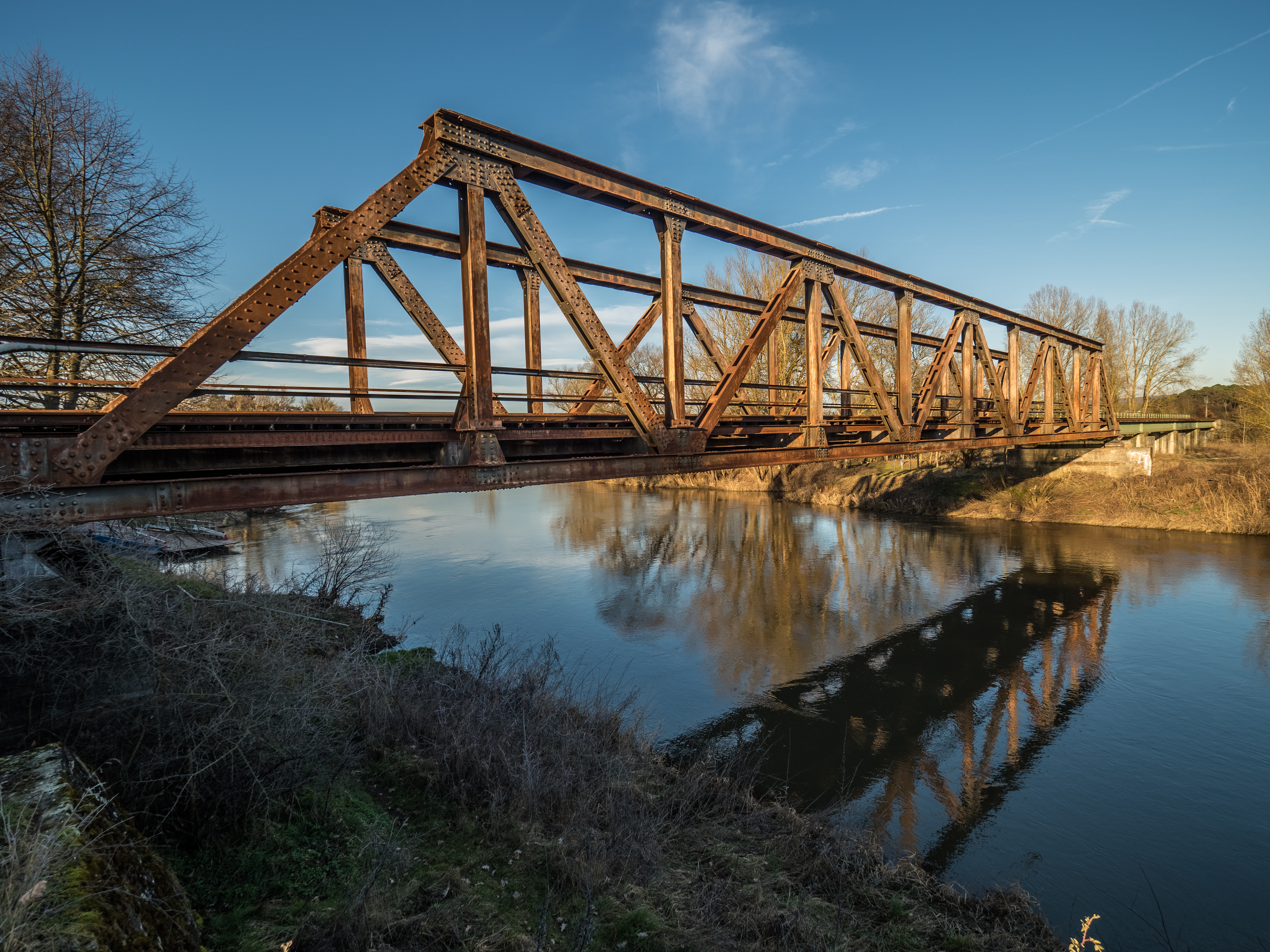
Regnitzbrücke bei Pettstadt (2016)

Die Bahnstrecke verläuft vom Bahnhof Strullendorf in weitem Bogen nach Südwesten, überquert den Main-Donau-Kanal sowie die Regnitz und führt dann fast schnurgerade nach Frensdorf. Dort zweigt die weiter betriebene Strecke nach Schlüsselfeld ab. Die abgebaute Strecke nach Ebrach führte zunächst mit einem leichten Knick nach Norden und dann fast genau nach Westen parallel zur Bundesstraße 22. Fast schnurgerade verlief die Strecke bis zum Endbahnhof in Ebrach. Östlich von Ebrach beschrieb die Strecke eine Doppelkurve, erst nach Norden und dann nach Westen. Sie durchschnitt Ebrach fast genau in der Mitte. Der Bahnhof lag am westlichen Rand des Ortes.

## Fahrzeugeinsatz
An Fahrzeugen wurden zuerst Dampflokomotiven der Baureihe D XI, danach die Baureihen 98.8 und 98.11 eingesetzt. Später folgten ETA 180, VT 98 und V 80 mit dreiachsigen Umbauwagen. Ab 1977 verkehrten im Güterverkehr die Baureihen 211, 260, 218 und 290.
Gegenwärtig werden die Güterzüge nach Schlüsselfeld von Lokomotiven der Baureihe 294 von DB Cargo bespannt.

## Film
- Lokalbahn Bamberg Schlüsselfeld/Ebrach. In: Schienen zum Nachbarn – Nebenbahnen zwischen Nürnberg und Bamberg. Teil 2. AV-Technik Greger, Erlangen 1993, min 0:58–15:11 (online auf YouTube [abgerufen am 2. November 2022]).